# Підковоподібна орбіта

Сонце·
Земля·
(419624) 2010 SO16

Підковоподібна орбіта астероїда (3753) Круїтні відносно Сонця

Підковоподібна орбіта астероїда (3753) Круїтні відносно Землі

Підковоподібна орбіта — у небесній механіці: один із типів коорбітального руху малого космічного тіла (астероїда) відносно великого тіла (планети).

## Загальний опис
Коли два тіла (планета й астероїд) перебувають практично на однаковій відстані від Сонця, їхні періоди обертання навколо нього теж майже точно збігаються. У геліоцентричній системі координат (тобто із зафіксованим Сонцем) така орбіта тривіальна і має вигляд звичайної еліптичної орбіти Кеплера. Але якщо система координат зафіксована відносно Землі й обертається навколо Сонця разом із нею, то малі тіла (астероїди) рухаються вздовж так званих поверхонь нульових швидкостей. Траєкторії руху деяких із них нагадують формою підкову (звідки й походить назва цього типу орбіт), між кінцями якої розташовуватиметься більше тіло (Земля).
Ця «підкова» не є нерухомою: спочатку астероїд повільно наздоганяє Землю, доки не наблизиться до неї з одного кінця підкови, потім, досягши однієї з троянських точок Лагранжа, він різко змінює напрям свого руху, оскільки переходить на орбіту з більшим радіусом, і починає потроху відставати від Землі, доки вони не зближуються на іншому кінці підкови. Таким чином, «підкова» протягом тривалого часу плавно дрейфує відносно Землі з боку в бік уздовж її орбіти.
Одним із джерел астероїдів на подібних орбітах можуть бути троянські астероїди. Якщо троянський астероїд перебуває досить далеко від точки Лагранжа, то під дією навіть відносно слабкого збурення, спричиненого гравітацією будь-якого тіла, або через занадто велику амплітуду коливань на своїй орбіті, накопичену в результаті резонансу, він легко може перейти на зовнішнє або внутрішнє кільце земної орбіти і почати рухатися підковоподібною орбітою.

## Принцип руху

### Загальні положення
Для прикладу розгляньмо астероїд, який рухається навколо Сонця підковоподібною орбітою поруч із Землею. Астероїд перебуває практично на тій самій відстані від Сонця, що й Земля, і рухається разом із нею в орбітальному резонансі 1:1, здійснюючи один оберт навколо Сонця за той самий час, що й Земля (плюс-мінус пару годин).
Щоб зрозуміти принцип руху астероїда підковоподібною орбітою, необхідно добре уявляти два ключові для цього випадку правила орбітальної динаміки:
1. Що ближче небесне тіло до Сонця, то швидше воно обертається навколо нього, і навпаки (Третій закон Кеплера).
2. Якщо тіло прискорюється вздовж своєї орбіти, її радіус збільшується, водночас швидкість руху орбітою зменшується. І навпаки: якщо тіло сповільнюється, радіус його орбіти зменшується, водночас швидкість його руху орбітою збільшується.

Підковоподібна орбіта виникає як результат збурення еліптичної орбіти астероїда гравітаційним полем Землі. Ці збурення дуже малі, але протягом тривалого часу вони спричиняють значні зміни в русі астероїда відносно Землі.
Підковоподібний рух стає найнаочнішим, якщо аналізувати рух астероїда в геоцентричній системі відліку, — тобто якщо вважати Землю точкою відліку й розглядати рух астероїда відносно неї. Астероїд проходить весь цикл руху своєю орбітою, не змінюючи напрямку свого руху, проте то наздоганяючи, то відстаючи від Землі. Тому траєкторія його руху формою нагадує підкову.
У довгостроковій перспективі астероїди можуть змінювати підковоподібні орбіти на квазісупутникові й навпаки. Квазісупутники не гравітаційно пов’язані з планетою, із якою ділять орбіту, але справляють враження таких, що обертаються навколо неї. Розрахунки, здійснені у 2016 році, показали, що чотири астероїди на підковоподібних орбітах навколо Землі та всі п’ять її відомих на той час квазісупутників неодноразово переходили між підковоподібною та квазісупутниковою орбітами.

### Етапи руху орбітою

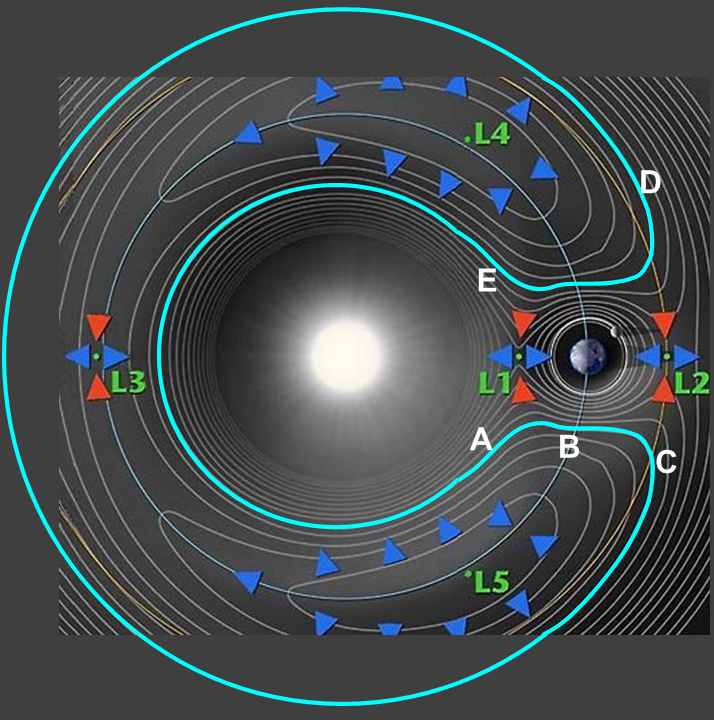
Схема можливих орбіт уздовж гравітаційних контурів (обертання проти годинникової стрілки)

Припустімо, що астероїд перебуває на внутрішньому кільці земної орбіти в точці A поблизу троянської точки L5. Період обертання астероїда навколо Сонця трохи менше одного земного року.
Оскільки астероїд розташований ближче до Сонця, ніж Земля, його орбітальна швидкість вища, і тому він наздоганяє Землю. Згодом астероїд наближається до Землі на досить близьку відстань, де під впливом земної гравітації на астероїд вздовж його орбіти починає діяти зовнішня прискорювальна сила, яка захоплює астероїд і «закидає» його на вищу орбіту, водночас збільшуючи швидкість його руху.
Цей ефект збільшення швидкості тіла в гравітаційному полі іншої планети широко використовують для розгону космічних апаратів, які спрямовуються на дослідження зовнішніх областей Сонячної системи. У космонавтиці він називається гравітаційний маневр.
Але разом зі збільшенням швидкості руху астероїда падає значення його орбітального складника, оскільки він перейшов на вищу орбіту. У точці B орбітальна складова швидкості руху астероїда знижується настільки, що стає рівною орбітальної швидкості Землі: астероїд деякий час рухається майже синхронно з нею. Але оскільки він, як і раніше, перебуває в зоні дії земної гравітації, на нього, як і раніше, продовжує діяти зовнішня прискорювальна сила, викликаючи подальше збільшення швидкості й перехід на вищу орбіту.
Ще через якийсь час астероїд переходить на зовнішнє кільце земної орбіти в точку C, де його орбітальна швидкість стає меншою за орбітальну швидкість Землі, і він починає відставати від неї. Подальші кілька сотень років астероїд проводить, рухаючись своєю орбітою й поступово віддаляючись від Землі з боку точки L5 і наближаючись до неї з боку точки L4. Період обігу астероїда навколо Сонця трохи більше одного земного року. Зрештою астероїд наздоганяє Землю й опиняється з іншого боку в точці D поблизу троянської точки L4.
Щойно астероїд знову входить у зону впливу земної гравітації, починається процес, зворотний до того, що відбувався поблизу точки L5: астероїд гальмує, унаслідок чого починає спускатися нижчу орбіту. При цьому його орбітальна швидкість поступово зростає, поки він знову не опиниться на внутрішньому кільці земної орбіти в точці E.
З цієї точки протягом ще кількох сотень років він рухатиметься, повільно випереджаючи Землю і дедалі сильніше віддаляючись від неї, поки знову не опиниться в точці A, з якою цикл почнеться знову.

### Збереження орбітальної енергії
Розгляньмо рух астероїда підковоподібною орбітою з погляду закону збереження енергії. Це теорема класичної механіки, яка стверджує, що повна енергія тіла {\displaystyle E}, яке рухається в просторі, залежно від часу дорівнює сумі кінетичної {\displaystyle E_{k}} (завжди додатної) та потенційної {\displaystyle E_{p}} (від'ємної) енергій цього тіла:
{\displaystyle E\,\!=E_{k}+E_{p}}
Поблизу тіла з масою M (Землі) у пов'язаній із ним системою відліку
{\displaystyle E_{p}=-{\frac {GM}{R}}}
Очевидно, що {\displaystyle E_{p}} зростатиме в області, розташованій за тілом {\displaystyle M}, і навпаки, зменшуватиметься в області, розташованій перед цим тілом.
Незважаючи на це, тіла на низьких орбітах із меншою сумарною енергією мають коротші періоди обертання, оскільки тіло, яке рухається ближче до Сонця, втрачатиме енергію, зсуваючись на нижчу орбіту з меншим періодом обертання. Це пояснюється тим, що астероїд втрачає або отримує енергію руху за рахунок тяжіння Землі. Тому, коли він, рухаючись підковоподібною орбітою, наздоганяє Землю, та притягує астероїд, додаючи йому прискорення, і перекидає його на внутрішню орбіту; коли ж тіло, рухаючись, опиняється попереду Землі, та за рахунок тяжіння пригальмовує його, зменшуючи його прискорення, і перекидає його на зовнішню орбіту.
Різниця енергій між внутрішньою й зовнішньою орбітами виникає за рахунок орбітального руху Землі. Тому тіла, які рухаються позаду планети, отримуватимуть енергію і переходитимуть на швидшу внутрішню орбіту, наздоганяючи Землю, а опинившись попереду неї, починають втрачати енергію і переходити на повільнішу зовнішню орбіту, відстаючи від Землі.

## Космічні тіла, які рухаються підковоподібними орбітами

### Земля
Станом на 2016 рік виявлено 12 навколоземних астероїдів на підковоподібних орбітах. На цей час відкрито вже кілька астероїдів, які рухаються такими незвичайними орбітами:
- (3753) Круїтні[3]
- (54509) YORP
- (85770) 1998 UP1
- (164207) 2004 GU9
- (277810) 2006 FV35
- (419624) 2010 SO16
- (614689) 2020 XL5
- 2001 GO2 (можливо)
- 2002 AA29
- 2003 YN107
- 2006 JY26
- 2006 RH120
- 2010 TK7 (обертається навколо точки L4)
- 2013 BS45
- 2013 LX28
- 2013 ND15
- 2014 OL339
- 2015 SO2
- 2015 XX169
- 2015 YA
- 2015 YQ1
- 469219 Камооалева
- DN160822 03
- 2020 CD3
- 2020 PN1
- 2020 PP1
- 2022 NX1

### Марс
Астероїд 2020 VT1 рухається тимчасовою підковоподібною орбітою відносно Марса.

### Сатурн
У системі Сатурна такими орбітами відносно один одного рухаються супутники Епіметей і Янус (у їхньому випадку немає повторюваних циклів: кожен розташований на своєму краю «підкови»).

### Уран
(636872) 2014 YX49 — коорбітальний супутник Урана.

## Орбіти-«пуголовки»
Під час зменшення енергії тіла середина «підкови» звужується й наближається до точки Лагранжа L3. У разі подальшого зменшення енергії вона розривається на дві частини, які називаються «пуголовками». При цьому астероїд виявляється замкненим на одному з них.
Рух тіла орбітою-«пуголовкою» відбувається навколо точок Лагранжа L4 і L5 (на малюнку орбіту «пуголовка» виділено синіми трикутниками). Астероїд коливається навколо однієї з троянських точок між Землею та точкою L3.
Рух тіла цією орбітою пояснюється аналогічним чином. Залежно від того, наближається тіло до Землі або віддаляється від неї, гравітаційне поле Землі призводить або до прискорення, або до уповільнення руху тіла, водночас змінюючи напрямок його руху по орбіті відносно Землі й викликаючи той самий обертальний рух навколо однієї з троянських точок. Зі зменшенням енергії астероїда розмір «пуголовка» теж зменшується, поки він не стягується в точку Лагранжа L4 або L5.
Яскравими прикладами тіл, що рухаються такими орбітами, є супутники Сатурна — Полідевк (обертається навколо точки L5 відносно більшого супутника Діона) і Гелена.